# Hypercompe albescens
Hypercompe albescens är en fjärilsart som beskrevs av George Francis Hampson 1901. Hypercompe albescens ingår i släktet Hypercompe och familjen björnspinnare. Inga underarter finns listade i Catalogue of Life.